# Interlyceale
Interlyceales zijn jaarlijkse wedstrijden tussen de vier oudste Nederlandse lycea op algemene grondslag, onderverdeeld in de Sportinterlyceale (S.I.) en de Artistieke Interlyceale (A.I.). De interlyceales worden gehouden sinds 1938 en aanvankelijk werden beide onderdelen op één dag gehouden. Dit was in verband met de (hoge) reiskosten. Er zijn echter al vermeldingen van (kleinschalige) Sportinterlyceales uit 1930. Interlyceales bieden tevens de gelegenheid aan de rectoren van de verschillende lycea om van gedachten te wisselen en aan de leerlingenbesturen om de onderlinge vriendschapsbanden te versterken. Ook treffen de schoolkrantredacties van HALO (AL), Animo (BL), Triptiek (KL) en de Konteener (LCL) elkaar om gemeenschappelijk verslag te doen van het evenement opdat er op het einde van de dag de interlycealekrant kan worden uitgedeeld.
Vanaf 1959 werd de interlyceale opgesplitst in twee losse evenementen, de Sportinterlyceale en de Artistieke Interlyceale. De lycea groeiden en zo ook het aantal deelnemers op de interlyceales. Organisatorisch èn financieel (voor de S.I. moet dikwijls een sportcomplex worden gehuurd) werd het ondoenlijk om het nog een eendagsevenement te laten zijn. Gemiddeld worden er zo'n 100 lyceïsten per lyceum per interlyceale afgevaardigd, die geselecteerd zijn uit de voorrondes van elk lyceum. Om deze evenementen over het jaar te spreiden werd gekozen om de S.I. jaarlijks op de (op-een-na-)laatste vrijdag van september, en de A.I. omstreeks de laatste vrijdag van maart te laten plaatsvinden.

## Artistieke Interlyceale
De gejureerde onderdelen op de Artistieke Interlyceale zijn (wegingsfactor punten):
- Muziek solo klassiek
- Muziek solo niet-klassiek
- Muziek ensemble verplichte periode (2×)
- Muziek ensemble vrij (2×)
- Dans en beweging solo♦

- Dans en beweging ensemble (2×)♦
- Eloquentia
- Toneel (2×)
- Cabaret♦
- Verhalend opstel

- Gedicht
- Tekenen (2×)♦
- Handvaardigheid♦
- Fotografie♦
- Video♦

- Beeldbewerking♦
- Muziekproductie
- Schaken
- Dammen
- Vrije Voordracht

♦ themaonderdeel
Om beurten organiseren de lycea de wedstrijd waarbij er vaak geijverd wordt om bekende Nederlanders te werven voor de verschillende vakjury's. Uiteindelijk gaat het om de felbegeerde wisselbeker.
Elke Artistieke Interlyceale heeft een thema dat tot uitdrukking dient te komen in de verschillende onderdelen. Het is traditie dat de rector van het lyceum dat de volgende A.I. mag organiseren het thema daarvoor bekendmaakt. Dit gebeurt pas na het uitroepen van de kersverse winnaar! Uiteindelijk wordt de A.I. afgesloten met een eindfeest.

## Sportinterlyceale
In tegenstelling tot de A.I., waar alle disciplines elk jaar hetzelfde zijn, is dat bij de Sportinterlyceale (S.I.) niet het geval. Het gastlyceum maakt een jaar van tevoren bekend welke sporten er zullen worden beoefend. Dit heeft onder andere te maken met de faciliteiten waar het gastlyceum over kan beschikken. Zo heeft het Kennemer eigen tennisvelden dus wordt er daar aan tennis gedaan. Het Amsterdams ligt midden in de stad dus daar wordt altijd uitgeweken naar een extern sportcomplex. De disciplines schaken en dammen (inmiddels overgeheveld naar de A.I.) werden echter aan het Valeriusplein gehouden. Maar ook kan er voor een sport worden gekozen omdat het gastlyceum daarin excelleert. Zo kunnen de veldsporten (bijvoorbeeld: voetbal en/of hockey) ieder jaar verschillen. Dit kan als thuisvoordeel worden gezien. De atletiekonderdelen, onder andere: hoogspringen, verspringen, 100 m sprint, 4 × 100 meter estafette (klapstuk van de dag), speerwerpen, kogelstoten, etc. blijven wel elk jaar hetzelfde.

## Deelnemers
Deelnemende lycea (sportkleur) zijn:
- Amsterdams Lyceum (HAL), opgericht in 1917.
- Het Baarnsch Lyceum (HBL), opgericht in 1919.
- Kennemer Lyceum te Overveen (KL), opgericht in 1920.
- Lorentz Casimir Lyceum te Eindhoven (LCL), opgericht in 1929.

In het verleden deed ook het Nederlandsch Lyceum (NL) mee, opgericht in 1909 te Den Haag en opgeheven in 1991. Stadsgenote het Vrijzinnig-Christelijk Lyceum (VCL), opgericht in 1929, deed in 1991 voor het eerst mee op de S.I. en maakte haar debuut op de A.I. in 1993. In (jaar invullen) trok het VCL zich terug van de interlyceales.

## Juryleden
Bekende Nederlanders die op de Artistieke Interlyceale in de vakjury zaten, waren onder andere: Anton Dresden, Albert Vogel, Ruben Nicolai, Leon van der Zanden, Frank Lammers, Femke Halsema, Vic van de Reijt, Mona Keijzer, Sophie Hilbrand, Owen Schumacher, Dolf Jansen, Annet Malherbe, Gijs Scholten van Aschat, Connie Palmen, Jan Eilander, Jessica Durlacher, Eddy Terstall, Pieter Verhoeff, Joram Lürsen, Marnie Blok, Berdien Stenberg, Albert Mol, Karst van der Meulen, Willem Nijholt, Stanley Burleson, Godfried Bomans, Henri Knap, Garmt Stuiveling, Maurits Dekker, Kees van Kooten, Vincent Bijlo, Jack Spijkerman, Joost Zwagerman, Vera Beths, Theo Olof, Jeroen Spijker, Björn van der Doelen, Carolien Borgers, Willemijn Verkaik, John Körmeling, Jim de Groot, Wibi Soerjadi, Diederik van Vleuten, Bas Haring, Ed van Thijn, Hans Liberg, Thijs van Leer, Wim Daniëls, Fred Butter, Martijn van Helvert, Mike Weerts, Huub Smit, Lady Aïda, Beau van Erven Dorens, Rian Gerritsen, Melise de Winter, Anke Kranendonk, Fiel van der Veen en Martijn Benders.

## Overzicht Artistieke Interlyceales

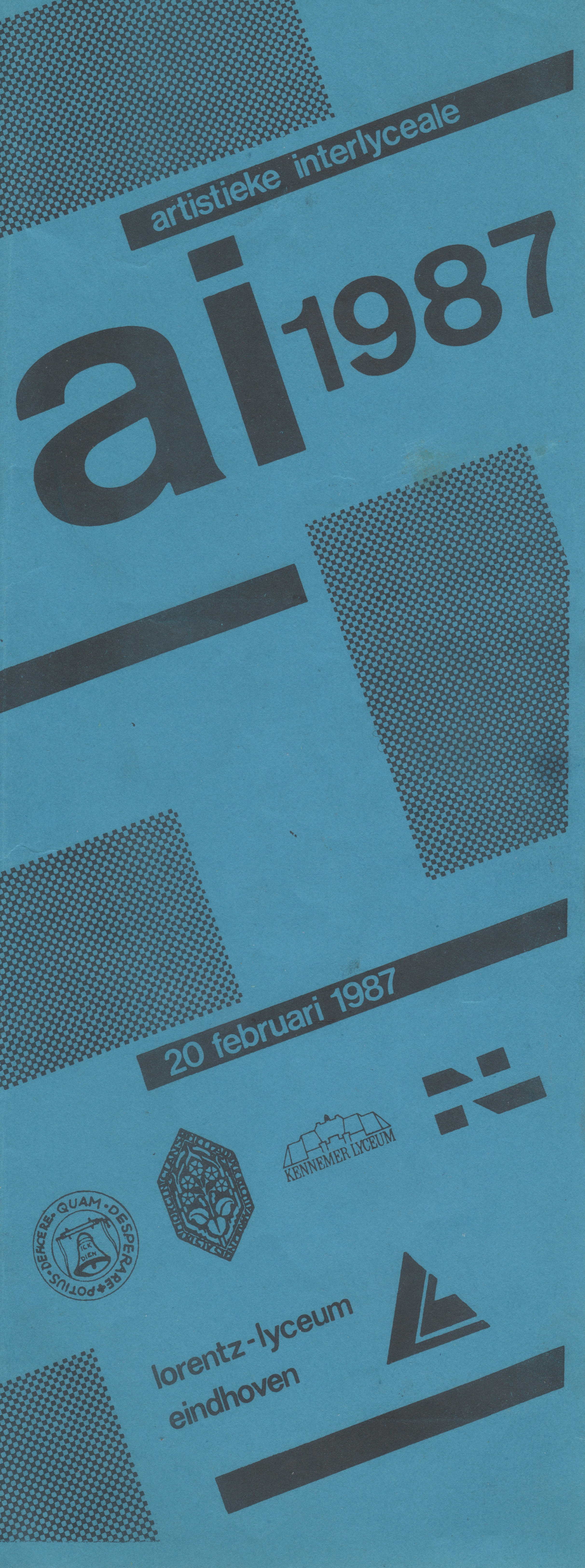
Omslag programmaboekje 1987

| Datum            | Gastlyceum                    | Winnaar                | Opmerkingen                                                                                           | w. S.I. |
| ---------------- | ----------------------------- | ---------------------- | --- | ------- |
| 1938             |                               |                        | | _       |
| 1950             | Baarnsch Lyceum               |                        | | _       |
| 30 maart 1951    | Nederlandsch Lyceum           | Amsterdams Lyceum      | / BL en NL 2e, LCL 4e, KL 5e.                                                                         | _       |
| 15 april 1952    | Baarnsch Lyceum               |                        | | _       |
| 2 januari 1953   | Amsterdams Lyceum             | Lorentz Casimir Lyceum | / Amsterdams 2e.                                                                                      | _       |
| 12 april 1958    | Kennemer Lyceum               | Lorentz Casimir Lyceum | / NL 2e, KL 3e, BL 4e, AL 5e.                                                                         | _       |
| 1959             |                               |                        | Interlyceale opgesplitst in Artistieke- en Sportinterlyceale!                                         |         |
| 31 maart 1961    | Nederlandsch Lyceum           | Lorentz Casimir Lyceum | |         |
| 11 april 1964    | Amsterdams Lyceum             | Amsterdams Lyceum      | / LCL 2e, KL 3e, BL 4e, NL 5e.                                                                        |         |
| 16 februari 1979 | Nederlandsch Lyceum           |                        | |         |
| 1980             | Baarnsch Lyceum               |                        | | KL      |
| 1981             | Amsterdams Lyceum             |                        | | KL      |
| 12 februari 1982 | Lorentz Casimir Lyceum        | Lorentz Casimir Lyceum | | KL      |
| 4 februari 1983  | Kennemer Lyceum               | Kennemer Lyceum        | | KL      |
| 10 februari 1984 | Nederlandsch Lyceum           |                        | | KL      |
| 1985             | Baarnsch Lyceum               | Baarnsch Lyceum        | | KL      |
| 1986             | Amsterdams Lyceum             | Lorentz Casimir Lyceum | | KL      |
| 20 februari 1987 | Lorentz Casimir Lyceum        | Lorentz Casimir Lyceum | | KL      |
| 1988             | Kennemer Lyceum               | Lorentz Casimir Lyceum | / Jubileumjaar: 50e editie.                                                                           | LCL     |
| 1989             | Nederlandsch Lyceum           | Lorentz Casimir Lyceum | | LCL     |
| 1990             | Baarnsch Lyceum               | Lorentz Casimir Lyceum | "Fragiliteit"                                                                                         | KL      |
| 1991             | Amsterdams Lyceum             | Lorentz Casimir Lyceum | | BL      |
| 1992             | Lorentz Casimir Lyceum        | Lorentz Casimir Lyceum | |         |
| 1993             | Kennemer Lyceum               | Lorentz Casimir Lyceum | "Integratie"                                                                                          |         |
| 1994             | Baarnsch Lyceum               |                        | |         |
| 1995             | Vrijzinnig-Christelijk Lyceum |                        | |         |
| 1996             | Lorentz Casimir Lyceum        |                        | |         |
| 1997             | Kennemer Lyceum               |                        | |         |
| 1998             | Baarnsch Lyceum               | Baarnsch Lyceum        | |         |
| 1999             | Amsterdams Lyceum             | Baarnsch Lyceum        | / LCL 2e, AL 3e, VCL 4e, KL 5e.                                                                       |         |
| 2000             |                               |                        | |         |
| 2001             |                               |                        | |         |
| 2002             |                               |                        | |         |
| 2003             | Kennemer Lyceum               | Baarnsch Lyceum        | |         |
| maart 2004       | Baarnsch Lyceum               | Amsterdams Lyceum      | |         |
| 1 april 2005     | Amsterdams Lyceum             | Baarnsch Lyceum        | "Wereldwijs" / AL 2e, LCL 3e, KL 4e.                                                                  | BL      |
| 2006             | Lorentz Casimir Lyceum        | Lorentz Casimir Lyceum | Water en Vuur                                                                                         |         |
| 2007             | Kennemer Lyceum               | Lorentz Casimir Lyceum | "Een nieuwe Lente" / AL 2e, KL 3e, BL 4e.                                                             |         |
| 28 maart 2008    | Baarnsch Lyceum               | Baarnsch Lyceum        | "Fata Morgana" / Lorentz Casimir 2e.                                                                  | BL      |
| 27 maart 2009    | Amsterdams Lyceum             | Lorentz Casimir Lyceum | "De lijn" / Na gelijke stand LCL en AL wordt LCL winnaar door meer behaalde overwinningen.            | LCL     |
| 26 maart 2010    | Lorentz Casimir Lyceum        | Lorentz Casimir Lyceum | "De 7 Zonden"                                                                                         | LCL     |
| 11 maart 2011    | Kennemer Lyceum               | Lorentz Casimir Lyceum | "Bizar" / Baarnsch 2e.                                                                                | BL      |
| 16 maart 2012    | Baarnsch Lyceum               | Baarnsch Lyceum        | "Storm" / Na gelijke stand BL en LCL wordt BL winnaar door meer behaalde overwinningen. AL 3e, KL 4e. | KL      |
| 22 maart 2013    | Amsterdams Lyceum             | Amsterdams Lyceum      | "De andere kant"                                                                                      | KL      |
| 28 maart 2014    | Lorentz Casimir Lyceum        | Lorentz Casimir Lyceum | "Ik zie, ik zie, wat jij niet ziet"                                                                   | KL      |
| 27 maart 2015    | Kennemer Lyceum               | Lorentz Casimir Lyceum | "Paradox" / "Dans" opgesplitst in "solo" en "ensemble".                                               | LCL     |
| 18 maart 2016    | Amsterdams Lyceum             | Amsterdams Lyceum      | "Mesjogge" / AL viert in 2017 haar 100-jarig bestaan, daarom organisatiewissel met BL.                | LCL     |
| 31 maart 2017    | Baarnsch Lyceum               | Lorentz Casimir Lyceum | "Doorzichtig"                                                                                         | LCL     |
| 23 maart 2018    | Lorentz Casimir Lyceum        | Lorentz Casimir Lyceum | "Groots" / Nieuw: "Muziekproductie". Jubileumjaar: 80e editie.                                        | LCL     |
| 29 maart 2019    | Kennemer Lyceum               | Lorentz Casimir Lyceum | "(R)evolutie" / LCL wint 11 van de 19 onderdelen, AL 2e, BL 3e, KL 4e.                                |         |
| 27 maart 2020    | Baarnsch Lyceum               |                        | "Dwalen" Deze A.I. werd uitgesteld c.q. gecanceld ten gevolge van de Coronacrisis in Nederland        |         |

 betekent dit lyceum won in hetzelfde jaar zowel de A.I. als de S.I. ("De Dubbel")
A.I.-overwinningen, totalen (T.I.) en "dubbels "
| Lyceum                 | A.I. | S.I. | T.I. |   |
| ---------------------- | ---- | ---- | ---- | - |
| Lorentz Casimir Lyceum | 21   | 9    | 30   | 8 |
| Baarnsch Lyceum        | 7    | 4    | 11   | 2 |
| Amsterdams Lyceum      | 5    | 3    | 8    | 0 |
| Kennemer Lyceum        | 1    | 16   | 17   | 1 |
| Nederlandsch Lyceum    | 0    | 2    | 2    | 0 |

## Overzicht Sportinterlyceales

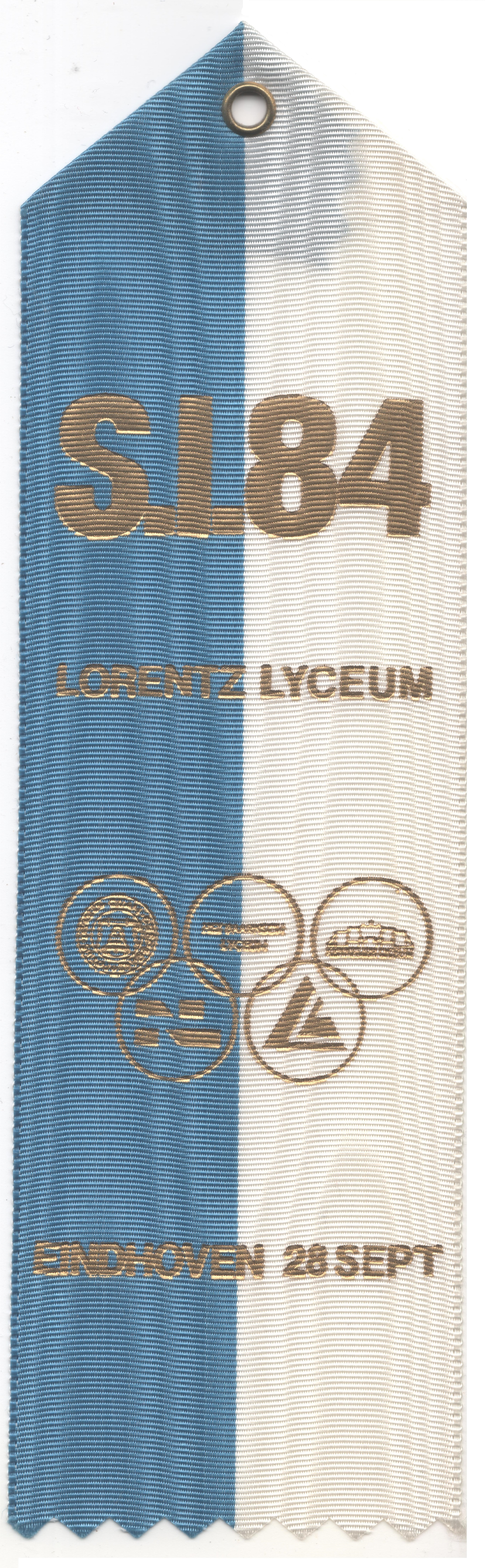
Vaantje voor alle deelnemers in 1984

| Datum               | Gastlyceum                           | Winnaar                | Opmerkingen | w. A.I. |
| ------------------- | ------------------------------------ | ---------------------- | --- | ------- |
| 25 april 1930       | Kennemer Lyceum                      |                        | Alleen tennis. Deelnemers: AL, KL, NL. | _       |
| 4 januari 1932      | Nederlandsch Lyceum                  | Kennemer Lyceum        | Onderdelen: hockey, tafeltennis, schaken. | _       |
| 1933                |                                      | Amsterdams Lyceum      | | _       |
| 5 april 1934        | Nederlandsch Lyceum                  | Nederlandsch Lyceum    | Kennemer 2e, Amsterdams 3e, Baarnsch 4e; Onderdelen: atletiek en tennis. | _       |
| 20 en 27 april 1935 | Amsterdams Lyceum en Kennemer Lyceum |                        | Onderdelen op 20 april: atletiek en tennis; 27 april: hockey, tafeltennis en schaken op het Kennemer. Deelnemers: AL, BL, KL, NL.                                                                       | _       |
| 4 januari 1937      | Baarnsch Lyceum                      |                        | Onderdelen: 1× dameshockey, 1× herenhockey, 4× schaken, 3× damestafeltennis, 3× herentafeltennis (enkelspel).                                                                                           | _       |
| 1938                |                                      |                        | | _       |
| juni 1942           | Baarnsch Lyceum                      | Nederlandsch Lyceum    | Baarnsch 2e, Amsterdams 3e, Kennemer 4e, Lorentz 5e. | _       |
| 1949                |                                      | Kennemer Lyceum        | | _       |
| 3/4 januari 1950    | Kennemer Lyceum                      | Amsterdams Lyceum      | Onderdelen: Tafeltennis, Hockey, Bridge, Schaken, Dammen en Toneel. | _       |
| 1951                |                                      | Amsterdams Lyceum      | | _       |
| 16/17 juli 1952     | Kennemer Lyceum                      | Kennemer Lyceum        | NL 2e, AL 3e, BL 4e. Lorentz laat verstek gaan i.v.m. Kinderverlamming in het Zuiden. | _       |
| 15/16/17 juli 1956  | Kennemer Lyceum                      | Kennemer Lyceum        | Nederlands 2e, Lorentz 3e, Amsterdams en Baarnsch 4e. | _       |
| 1957                |                                      |                        | | _       |
| 1958                |                                      |                        | | _       |
| 1959                |                                      |                        | Interlyceale opgesplitst in Artistieke- en Sportinterlyceale. |         |
| 1960-1979           |                                      |                        | |         |
| september 1980      |                                      | Kennemer Lyceum        | |         |
| september 1981      |                                      | Kennemer Lyceum        | |         |
| september 1982      |                                      | Kennemer Lyceum        | Record Verspringen: 6.72m door Sander Schuurman (BL). |         |
| september 1983      |                                      | Kennemer Lyceum        | | KL      |
| 28 september 1984   | Lorentz Casimir Lyceum               | Kennemer Lyceum        | Voetbal, Hockey, Tennis en Zwemmen |         |
| september 1985      |                                      | Kennemer Lyceum        | | BL      |
| september 1986      | Nederlandsch Lyceum                  | Kennemer Lyceum        | Record 1500 m in 4.16,20 min. Naam atleet (NL?) onbekend. | LCL     |
| september 1987      |                                      | Kennemer Lyceum        | Records Speerwerpen Anthony Ott (BL) met 58,96 m en Nicole Dumoulin (BL) met 34,70 m. | LCL     |
| september 1988      |                                      | Lorentz Casimir Lyceum | | LCL     |
| september 1989      | Lorentz Casimir Lyceum               | Lorentz Casimir Lyceum | | LCL     |
| september 1990      |                                      | Kennemer Lyceum        | | LCL     |
| 10 oktober 1991     | Baarnsch Lyceum                      | Baarnsch Lyceum        | | LCL     |
| 1992-2004           |                                      |                        | |         |
| september 2005      | Baarnsch Lyceum                      | Baarnsch Lyceum        | Record Speerwerpen ob Mariëlle Rozet (AL) met 28,08 m. Record 4 × 80 m ob in 43,27 s door Cecile van Noord, Laura Vermeulen, Ryanne van Veluwen, Marise Hop (BL, tevens record Verspringen met 4,82 m). | BL      |
| september 2006      |                                      |                        | Record Hoogspringen: 1,63 m door Michele Sprenger (BL). |         |
| 28 september 2007   | Kennemer Lyceum                      |                        | Records Hoogspringen: 2,02 m door Giguru Scheuer (LCL) en 100 m: 11,13 s door Richard van de Hengel (LCL).                                                                                              | LCL     |
| 26 september 2008   | Lorentz Casimir Lyceum               | Baarnsch Lyceum        | Kennemer 2e, Amsterdams 3e, Lorentz Casimir 4e. | BL      |
| 25 september 2009   | Baarnsch Lyceum                      | Lorentz Casimir Lyceum | Baarnsch 2e, Kennemer 3e, Amsterdams 4e. | LCL     |
| 24 september 2010   | Amsterdams Lyceum                    | Lorentz Casimir Lyceum | Baarnsch 2e. | LCL     |
| 30 september 2011   | Lorentz Casimir Lyceum               | Baarnsch Lyceum        | Na gelijke stand BL en LCL wordt BL winnaar door meer behaalde overwinningen (5-3). | LCL     |
| 28 september 2012   | Kennemer Lyceum                      | Kennemer Lyceum        | Baarnsch 2e, Lorentz Casimir 3e, Amsterdams 4e. | BL      |
| 27 september 2013   | Baarnsch Lyceum                      | Kennemer Lyceum        | Record Verspringen Dames: 5,16 m door Judith Rasch (BL). | AL      |
| 26 september 2014   | Amsterdams Lyceum                    | Kennemer Lyceum        | Record 4 × 80 m Estafette in 41,72 s door Mara Kaspers, Ina van Woersem, Isabelle Cox, Bowy Roest (BL).                                                                                                 | LCL     |
| 25 september 2015   | Lorentz Casimir Lyceum               | Lorentz Casimir Lyceum | Kennemer 2e. | LCL     |
| 30 september 2016   | Kennemer Lyceum                      | Lorentz Casimir Lyceum | Kennemer 2e met één punt verschil, Baarnsch 3e, Amsterdams 4e. | AL      |
| 29 september 2017   | Baarnsch Lyceum                      | Lorentz Casimir Lyceum | Record 80 m ob in 9,60 s door Jan-Paul de Kievit (BL).KL 2e, BL 3e, AL 4e. | LCL     |
| 28 september 2018   | Amsterdams Lyceum                    | Lorentz Casimir Lyceum | Record 1500 m in 4.15,35 min. door Pablo Velt (BL). KL 2e, BL 3e, AL 4e. | LCL     |
| 27 september 2019   | Lorentz Casimir Lyceum               | Lorentz Casimir Lyceum | BL 2e, KL 3e, AL 4e. | LCL     |
| 1 oktober 2021      | Kennemer Lyceum                      | Het Baarnsch Lyceum    | LCL 2e, AL 3e, KL 4e. | HBL     |
| 30 september 2022   | Baarnsch Lyceum                      | Het Baarnsch Lyceum    | |         |
| 29 september 2023   | Amsterdams Lyceum                    | Het Baarnsch Lyceum    | |         |

 betekent dit lyceum won in hetzelfde jaar zowel de S.I. als de A.I. ("De Dubbel")
S.I.-overwinningen, totalen (T.I.) en "dubbels "
| Lyceum                 | S.I. | A.I. | T.I. |   |
| ---------------------- | ---- | ---- | ---- | - |
| Kennemer Lyceum        | 16   | 1    | 17   | 1 |
| Lorentz Casimir Lyceum | 9    | 21   | 30   | 8 |
| Baarnsch Lyceum        | 4    | 7    | 11   | 2 |
| Amsterdams Lyceum      | 3    | 5    | 8    | 0 |
| Nederlandsch Lyceum    | 2    | 0    | 2    | 0 |

## Recordlijst Atletiek S.I.

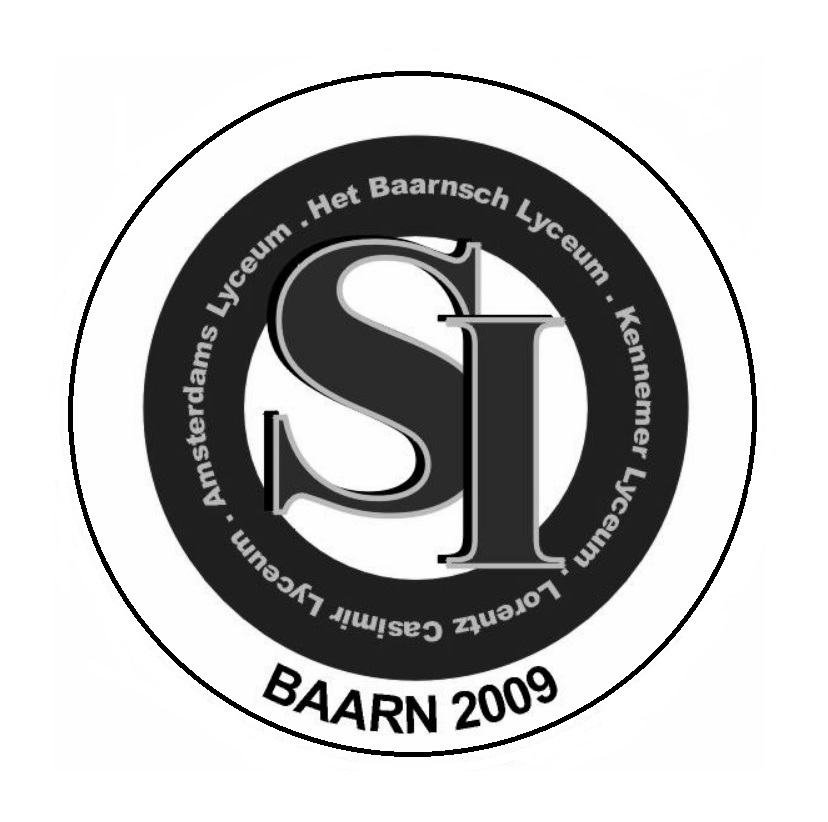
Animo S.I.-editie; jaargang 86, editie 1

| Onderdeel           | Prestatie   | Naam                                                         | Lyceum | Jaar |
| ------------------- | ----------- | ------------------------------------------------------------ | ------ | ---- |
| 80 m Dames          | 10,10 s     | Sheila Cotinjo                                               | AL     | 1997 |
| 100 m Heren         | 11,13 s     | Richard van de Hengel                                        | LCL    | 2007 |
| Hoogspringen Dames  | 1,63 m      | Michele Sprenger                                             | BL     | 2006 |
| Hoogspringen Heren  | 2,02 m      | Giguru Scheuer                                               | LCL    | 2007 |
| Speerwerpen Dames   | 34,70 m     | Nicole Dumoulin                                              | BL     | 1987 |
| Speerwerpen Heren   | 58,96 m     | Anthony Ott                                                  | AL     | 1987 |
| Kogelstoten         | 15,08 m     | Gertjan de Jong                                              | BL     | 1997 |
| Verspringen Dames   | 5,16 m      | Judith Rasch                                                 | BL     | 2013 |
| Verspringen Heren   | 6,72 m      | Sander Schuurman                                             | KL     | 1982 |
| 800 m Dames         | 2.21,08 min | Eva Jansen                                                   | BL     | 1994 |
| 1500 m Heren        | 4.15,35 min | Pablo Velt                                                   | BL     | 2018 |
| Estafette 4 × 80 m  | 41,72 s     | Mara Kaspers, Ina van Woersem, Isabelle Cox, Bowy Roest      | BL     | 2014 |
| Estafette 4 × 100 m | 43,33 s     | Daniel Hofman, Ahmadu St. Jago, Wouter Bolweg, Pieter Janson | BL     | 1995 |

## Trivia
- Het Baarnsch Lyceum heeft tijdens de A.I. van 1985 de puntentelling veranderd. Toenmalig Animo-redacteur en senior Ronald Giphart: "Wij waren van de Seniorengroep ‘afspraak ’86’. We hadden de verkiezingen gewonnen onder de belofte dat wij dat jaar voor het eerst in 10 jaar de A.I. zouden winnen. We deden er dan ook alles aan om de Artistieke Interlyceale te winnen. En dat is toen ook gebeurd. We moesten er wel een gore truc voor uithalen. We hadden een regel ingesteld dat dans in plaats van twee keer, één keer zou meetellen. Dat hadden we namelijk verloren. Toen konden we dus net winnen. Dat was wel bijzonder, in mijn tijd won het Baarnsch bijna nooit."[46]
- Op de A.I. van 1980 op het Amsterdams Lyceum deed Candy Dulfer mee voor het A.L. op het onderdeel muziek-vrij hoewel zij daar niet naar school ging.
- Op de S.I. van 1986 werd de recordhouder op de 1500 m niet herkenbaar door één specifiek lyceum aangemoedigd. Waarschijnlijk: externe deelnemer. Record toegeschreven aan gastlyceum.
- Tijdens de A.I. op 27 maart 2015 (georganiseerd door het Kennemer Lyceum te Overveen) werd een groot deel van Noord-Holland getroffen door een stroomstoring. Dit heeft gezorgd voor enige opwinding, omdat veel onderdelen afhankelijk zijn van elektriciteit. De optredens van muziek vrij -en solo werden daarom akoestisch (unplugged) opgevoerd. De stroom kwam na enkele uren terug waarna de A.I. weer kon worden hervat.
- Sinds de A.I. 2015 op het Kennemer Lyceum is het onderdeel dans opgesplitst in dans solo en dans ensemble. Bij dans solo mogen er maximaal twee dansers op het podium en bij dans ensemble drie dansers of meer. Al tijdens de A.I. 2014 op het Lorentz Casimir Lyceum werden deze twee aparte dansonderdelen geïntroduceerd, maar toen telde dans solo nog niet officieel mee voor de puntentelling.
- Sinds de A.I. 2018 op het Lorentz Casimir Lyceum is het onderdeel muziekproductie geïntroduceerd, waarbij één deelnemer per lyceum een digitale mix produceert uit 10 aangereikte samples.
- De A.I. van 27 maart 2020 werd uitgesteld c.q. gecanceld in verband met de coronacrisis in Nederland. Het LCL werd als eerst getroffen omdat het in de brandhaard (Noord-Brabant) lag van de uitbraak in Nederland. Later werd bekend dat de scholen in Nederland werden gesloten en evenementen van meer dan 100 personen niet meer werden toegestaan. Dat maakte de uitvoering van deze A.I. onmogelijk.